# Leszek Mroczkowski
Leszek Andrzej Mroczkowski, ps. „Andrzej” (ur. 8 października 1931 w Warszawie, zm. 14 stycznia 2021 w Bielsku-Białej) – podpułkownik WP w stanie spoczynku, działacz podziemia antykomunistycznego, członek WiN-u oraz NSZZ „Solidarność”.

## Życiorys
Jego ojciec, Antoni (1896–1945), był ogniomistrzem WP, legionistą, uczestnikiem wojny polsko-bolszewickiej i kampanii wrześniowej. Matka oraz dwaj starsi bracia podczas okupacji służyli w Armii Krajowej.
Od 1948 działał w IV Komendzie Zrzeszenia Wolność i Niezawisłość. Istniejąca wówczas V Komenda Główna kontrolowana była przez UB w ramach tzw. Operacji Cezary. Pełnił funkcję zastępcy dowódcy oddziału specjalnego w stopniu sierżanta, odpowiedzialnego za przerzut żołnierzy podziemia niepodległościowego na zachód. W 1951 został aresztowany w Jeleniej Górze, a następnie przewieziony do WUBP we Wrocławiu, gdzie był wielokrotnie przesłuchiwany, poddawany fizycznym i psychicznym torturom, przetrzymywany był w jednoosobowej celi. W 1952 wyrokiem Wojskowego Sądu Rejonowego we Wrocławiu skazany na karę śmierci, w II instancji wyrok zmniejszono do 12 lat więzienia. Osadzony został w Zakładzie Karnym we Wronkach, w 1957 zwolniony na mocy amnestii.
W 1964 ukończył Liceum Zawodowe w Warszawie.
W latach 1959–1969 był pracownikiem Zakładów Przemysłu Odzieżowego Cora w Warszawie, później od 1970 Centralnego Szpitala MON (zwolniony został po roku ze względu na służbę w WiN), 1971–1980 Zakładów Elektronicznych Tewa w Warszawie, 1980–1987 Zakładu Materiałów Elektrycznych tamże. Od września 1980 członek i aktywny działacz „Solidarności”. Organizator hurtowego punktu kolportażu wydawnictw podziemnych, koordynator dostaw do Krakowa, Katowic, Przemyśla, Zakopanego, Poznania. W tym samym okresie współorganizator kursów z zakresu prawa dla działaczy związkowych. Kilkakrotnie zatrzymywany, przesłuchiwany, poddawany rewizjom. W 1985 był uczestnikiem głodówki w obronie więźniów politycznych w Krakowie-Bieżanowie. W latach 1987–1989 pracował w Przedsiębiorstwie Construction w Warszawie. Od lutego 1985 był rozpracowywany przez SB.
W latach 1989–1992 prezes Zarządu w Zakładzie Robót Elektrycznych Eltima Sp. z o.o. w Warszawie. Od 1990 członek Związku Więźniów Politycznych Okresu Stalinowskiego.
W 1992 przeszedł na emeryturę.
Był prezesem środowiska „Grupy Kampinos” Światowego Związku Żołnierzy Armii Krajowej. Od 2018 roku był komendantem Krajowej Komendy Głównej WiN – Zrzeszenia Oficerów i Żołnierzy Oddziałów Partyzanckich RP.

## Odznaczenia
Wyróżniony:
- 11 listopada 2009 – Krzyżem Komandorskim z Gwiazdą Orderu Odrodzenia Polski za wybitne zasługi dla niepodległości Rzeczypospolitej Polskiej i za działalność na rzecz przemian demokratycznych w kraju[4],
- 9 grudnia 2015 – Krzyżem Wolności i Solidarności za zasługi w działalności na rzecz niepodległości i suwerenności Polski oraz respektowania praw człowieka w Polskiej Rzeczypospolitej Ludowej[5][6],
- Krzyżem Armii Krajowej[5],
- Złotym Medalem Opiekuna Miejsc Pamięci Narodowej,
- 1997 – Odznaką „Weteran Walk o Wolność i Niepodległość Ojczyzny”[7],
- Odznaką „Za Zasługi dla ZKRPiBWP”,
- Krzyżem Pamiątkowym Akcji „Burza”,
- Krzyżem Walki o Niepodległość „ANTYK” z mieczami[5].

## Awanse oficerskie
- podporucznik – 2001[3]
- porucznik – 2010
- kapitan – 2012
- major – 24 kwietnia 2014
- podpułkownik – 20 grudnia 2014
- pułkownik - 2021 (pośmiertnie)

## Publikacje
- Ostatni list do matki. Wspomnienia Żołnierza Wyklętego. Warszawa: 2017. ISBN 978-83-7859-793-3. Brak numerów stron w książce